# Tour de France 2005

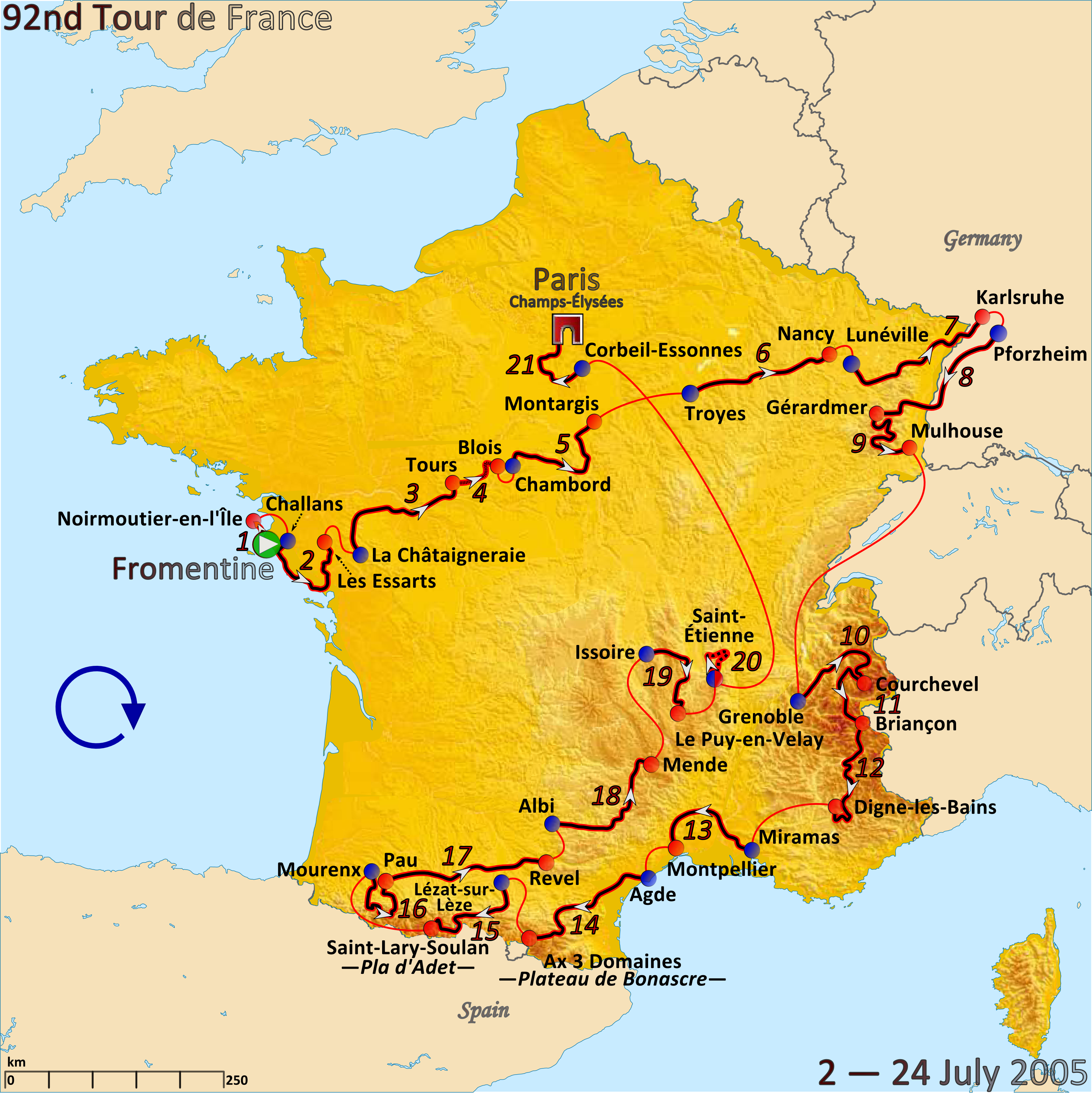
Överblick på etapperna under 2005 års Tour de France.

Tour de France 2005 cyklades 2–24 juli 2005 och vanns av Lance Armstrong, USA. Vinsten blev hans sjunde av totalt sju stycken och därmed den sista. Italienaren Ivan Basso och tysken Jan Ullrich sluta tvåa respektive trea i tävlingen. 
Under 2012 diskvalificerades Lance Armstrong, Jan Ullrich, Levi Leipheimer, George Hincapie och David Zabriskie från tävlingen på grund av dopning. Ingen ny vinnare utses för denna tävling.
Denna upplaga var den 92:a genom tiderna sedan premiären 1903.
- Wikimedia Commons har media som rör Tour de France 2005.

## Slutställning
| Plats | Person              | Land       | Lag                                | Tid      |
| dsk   | Lance Armstrong     | USA        | Discovery Channel                  | 86.15.02 |
| 2     | Ivan Basso          | Italien    | Team CSC                           | 00.04.40 |
| dsk   | Jan Ullrich         | Tyskland   | T-Mobile Team                      | 00.06.21 |
| 4     | Francisco Mancebo   | Spanien    | Caisse d'Epargne-Illes Balears     | 00.09.59 |
| 5     | Aleksandr Vinokurov | Kazakstan  | T-Mobile Team                      | 00.11.01 |
| dsk   | Levi Leipheimer     | USA        | Gerolsteiner                       | 00.11.21 |
| 7     | Michael Rasmussen   | Danmark    | Rabobank                           | 00.11.33 |
| 8     | Cadel Evans         | Australien | Davitamon-Lotto                    | 00.11.55 |
| 9     | Floyd Landis        | USA        | Phonak Hearing Systems             | 00.12.44 |
| 10    | Oscar Pereiro Sio   | Spanien    | Phonak Hearing Systems             | 00.16.04 |
| 11    | Christophe Moreau   | Frankrike  | Crédit Agricole                    | 00.16.26 |
| 12    | Jaroslav Popovytj   | Ukraina    | Discovery Channel Pro Cycling Team | 00.19.02 |
| 13    | Eddy Mazzoleni      | Italien    | Lampre-Caffita                     | 00.21.06 |
| dsk   | George Hincapie     | USA        | Discovery Channel Pro Cycling Team | 00.23.40 |
| 15    | Haimar Zubeldia     | Spanien    | Euskaltel-Euskadi                  | 00.23.43 |

### Svenska placeringar
| Plats | Person            | Land    | Lag                | Tid      |
| 61    | Thomas Lövkvist   | Sverige | Française des Jeux | 02.07.48 |
| 125   | Marcus Ljungquist | Sverige | Liquigas-Bianchi   | 03.25.36 |
| bröt  | Magnus Bäckstedt  | Sverige | Liquigas-Bianchi   | bröt     |

Lance Armstrong vann Tour de France 2005 och tog därmed sin sjunde slutseger i rad. Armstrong, som tidigare under säsongen hade varit dålig om man jämför med tidigare år som han har vunnit Touren, lyckades ändå vara i toppen det här året också. Armstrong avslutade karriären efter den här Touren. Ivan Basso kom tvåa. Det var en stark insats eftersom han hade kört Giro d'Italia innan Touren. Jan Ullrich från Tyskland kom på tredje plats. Ullrich har tidigare i Tour de France aldrig kommit sämre än på 4:e plats, vilket han gjorde 2004. Bäste franska cyklist blev Christophe Moreau som slutade på 11:e plats.
För Sverige gick det relativt bra i Touren. Den unge talangen Thomas "Gotland" Lövkvist slutade på en fin 61:a plats medan den äldre landsmannen Marcus Ljungquist slutade på 125:e plats. Magnus Bäckstedt som var den av svenskarna som lyckades bäst på etapperna, blev tvungen att bryta Tour de France på den 16:e etappen efter att ha blivit sjuk.

## De andra tävlingarna

### Poängtävlingen
| Plats | Person              | Land       | Lag                        | Poäng |
| 1     | Thor Hushovd        | Norge      | Crédit Agricole            | 194   |
| 2     | Stuart O'Grady      | Australien | Cofidis                    | 182   |
| 3     | Robbie McEwen       | Australien | Davitamon-Lotto            | 178   |
| 4     | Aleksandr Vinokurov | Kazakstan  | T-Mobile Team              | 158   |
| 5     | Allan Davis         | Australien | Liberty Seguros-Würth Team | 130   |
| 6     | Oscar Pereiro Sio   | Spanien    | Phonak Hearing Systems     | 118   |
| 7     | Robert Förster      | Tyskland   | Gerolsteiner               | 101   |
| dsk   | Lance Armstrong     | USA        | Discovery Channel          | 93    |
| 9     | Baden Cooke         | Australien | Française des Jeux         | 91    |
| 10    | Bernhard Eisel      | Österrike  | Française des Jeux         | 89    |

### Bergspristävlingen
| Plats | Person              | Land          | Lag                                | Poäng |
| 1     | Michael Rasmussen   | Danmark       | Rabobank                           | 185   |
| 2     | Oscar Pereiro Sio   | Spanien       | Phonak Hearing Systems             | 155   |
| dsk   | Lance Armstrong     | USA           | Discovery Channel                  | 99    |
| 4     | Christophe Moreau   | Frankrike     | Crédit Agricole                    | 93    |
| 5     | Michael Boogerd     | Nederländerna | Rabobank                           | 90    |
| 6     | Santiago Botero     | Colombia      | Phonak Hearing Systems             | 88    |
| 7     | Aleksandr Vinokurov | Kazakstan     | T-Mobile Team                      | 75    |
| 8     | Laurent Brochard    | Frankrike     | Bouygues Télécom                   | 75    |
| dsk   | George Hincapie     | USA           | Discovery Channel Pro Cycling Team | 74    |
| 10    | Pietro Caucchioli   | Italien       | Crédit Agricole                    | 73    |

### Ungdomstävlingen
| Plats | Person            | Land      | Lag                            | Tid      |
| 1     | Jaroslav Popovytj | Ukraina   | Discovery Channel              | 86.34.04 |
| 2     | Andrej Kasjetjkin | Kazakstan | Crédit Agricole                | 00.09.02 |
| 3     | Alberto Contador  | Spanien   | Liberty Seguros-Würth Team     | 00.44.23 |
| 4     | Maksim Iglinskij  | Kazakstan | Domina Vacanze                 | 00.59.42 |
| 5     | Jérôme Pineau     | Frankrike | Bouygues Télécom               | 01.12.36 |
| 6     | Vladimir Karpets  | Ryssland  | Caisse d'Epargne-Illes Balears | 01.24.43 |
| 7     | David Arroyo      | Spanien   | Caisse d'Epargne-Illes Balears | 01.35.10 |
| 8     | Patrick Sinkewitz | Tyskland  | QuickStep                      | 01.48.46 |
| 9     | Thomas Lövkvist   | Sverige   | Française des Jeux             | 01.48.46 |
| 10    | Philippe Gilbert  | Belgien   | Française des Jeux             | 02.04.58 |

### Lagtävlingen
| Plats | Lag                            | Land      | Tid       |
| 1     | T-Mobile Team                  | Tyskland  | 250.10.29 |
| 2     | Discovery Channel              | USA       | 00.16.29  |
| 3     | Team CSC                       | Danmark   | 00.25.15  |
| 4     | Crédit Agricole                | Frankrike | 00.55.24  |
| 5     | Caisse d'Epargne-Illes Balears | Spanien   | 01.06.09  |

### Mest offensive cyklist
| Plats | Person            | Land    | Lag                    |
| 1     | Oscar Pereiro Sio | Spanien | Phonak Hearing Systems |

## Etapperna

### Översikt
| Etapp | Datum   | Sträckning                                      | Längd (km) | Etappsegrare        | Ledartröjan     | Poängtröjan     | Bergspriströjan   | Ungdomströjan      |
| ----- | ------- | ----------------------------------------------- | ---------- | ------------------- | --------------- | --------------- | ----------------- | ------------------ |
| 1     | 2 juli  | Fromentine - Noirmoutier-en-l'Ile               | 19         | David Zabriskie     | David Zabriskie | David Zabriskie | Ingen             | Fabian Cancellara  |
| 2     | 3 juli  | Challans - Les Essarts                          | 181,5      | Tom Boonen          | David Zabriskie | Tom Boonen      | Thomas Voeckler   | Fabian Cancellara  |
| 3     | 4 juli  | La Châtaigneraie - Tours                        | 212,5      | Tom Boonen          | David Zabriskie | Tom Boonen      | Erik Dekker       | Fabian Cancellara  |
| 4     | 5 juli  | Tours - Blois                                   | 67,5       | Discovery Channel   | Lance Armstrong | Tom Boonen      | Erik Dekker       | Jaroslav Popovytj  |
| 5     | 6 juli  | Chambord - Montargis                            | 183        | Robbie McEwen       | Lance Armstrong | Tom Boonen      | Erik Dekker       | Jaroslav Popovytj  |
| 6     | 7 juli  | Troyes - Nancy                                  | 199        | Lorenzo Bernucci    | Lance Armstrong | Tom Boonen      | Karsten Kroon     | Jaroslav Popovytj  |
| 7     | 8 juli  | Lunéville - Karlsruhe                           | 228,5      | Robbie McEwen       | Lance Armstrong | Tom Boonen      | Fabian Wegmann    | Jaroslav Popovytj  |
| 8     | 9 juli  | Pforzheim - Gérardmer                           | 231,5      | Pieter Weening      | Lance Armstrong | Tom Boonen      | Michael Rasmussen | Vladimir Karpets   |
| 9     | 10 juli | Gérardmer - Mulhouse                            | 171        | Michael Rasmussen   | Jens Voigt      | Tom Boonen      | Michael Rasmussen | Vladimir Karpets   |
| 10    | 12 juli | Grenoble - Courchevel                           | 192,5      | Alejandro Valverde  | Lance Armstrong | Tom Boonen      | Michael Rasmussen | Alejandro Valverde |
| 11    | 13 juli | Courchevel - Briançon                           | 173        | Aleksandr Vinokurov | Lance Armstrong | Tom Boonen      | Michael Rasmussen | Alejandro Valverde |
| 12    | 14 juli | Briançon - Digne-les-Bains                      | 187        | David Moncoutié     | Lance Armstrong | Thor Hushovd    | Michael Rasmussen | Alejandro Valverde |
| 13    | 15 juli | Miramas - Montpellier                           | 173,5      | Robbie McEwen       | Lance Armstrong | Thor Hushovd    | Michael Rasmussen | Jaroslav Popovytj  |
| 14    | 16 juli | Agde - Ax-3 Domaines                            | 220,5      | Georg Totschnig     | Lance Armstrong | Thor Hushovd    | Michael Rasmussen | Jaroslav Popovytj  |
| 15    | 17 juli | Lézat-sur-Lèze - Saint-Lary Soulan (Pla d'Adet) | 205,5      | George Hincapie     | Lance Armstrong | Thor Hushovd    | Michael Rasmussen | Jaroslav Popovytj  |
| 16    | 19 juli | Mourenx - Pau                                   | 180,5      | Oscar Pereiro       | Lance Armstrong | Thor Hushovd    | Michael Rasmussen | Jaroslav Popovytj  |
| 17    | 20 juli | Pau - Revel                                     | 239,5      | Paolo Savoldelli    | Lance Armstrong | Thor Hushovd    | Michael Rasmussen | Jaroslav Popovytj  |
| 18    | 21 juli | Albi - Mende                                    | 189        | Marcos Serrano      | Lance Armstrong | Thor Hushovd    | Michael Rasmussen | Jaroslav Popovytj  |
| 19    | 22 juli | Issoire - Le Puy-en-Velay                       | 153,5      | Giuseppe Guerini    | Lance Armstrong | Thor Hushovd    | Michael Rasmussen | Jaroslav Popovytj  |
| 20    | 23 juli | Saint-Étienne - Saint-Étienne                   | 55         | Lance Armstrong     | Lance Armstrong | Thor Hushovd    | Michael Rasmussen | Jaroslav Popovytj  |
| 21    | 24 juli | Corbeil-Essonnes - Paris                        | 144        | Aleksandr Vinokurov | Lance Armstrong | Thor Hushovd    | Michael Rasmussen | Jaroslav Popovytj  |

### Etapp 1 tempolopp: Fromentine - Noirmoutier en Ile, 19 km
| Plats | Person                    | Land      | Lag                                | Tid   |
| dsk   | David Zabriskie           | USA       | Team CSC                           | 20.51 |
| dsk   | Lance Armstrong           | USA       | Discovery Channel                  | 0.02  |
| 3     | Aleksandr Vinokurov       | Kazakstan | T-Mobile Team                      | 0.53  |
| dsk   | George Hincapie           | USA       | Discovery Channel Pro Cycling Team | 0.57  |
| 5     | László Bodrogi            | Ungern    | Crédit Agricole                    | 0.59  |
| 6     | Floyd Landis              | USA       | Phonak Hearing Systems             | 1.02  |
| 7     | Jens Voigt                | Tyskland  | Team CSC                           | 1.04  |
| 8     | Vladimir Karpets          | Ryssland  | Caisse d'Epargne-Illes Balears     | 1.05  |
| 9     | Igor González de Galdeano | Spanien   | Liberty Seguros-Würth              | 1.06  |
| 10    | Bobby Julich              | USA       | Team CSC                           | 1.07  |

Den vinnande tiden av David Zabriskie sattes tidigt på dagen, faktiskt så tidigt att ingen av tv-stationerna visade det. Zabriskie vann en etapp i Giro d'Italia 2005 och en i Vuelta a España förra året.
Bland de stora favoriterna till segern totalt körde de flesta bra. Några som misslyckades var bland annat Francisco Mancebo och Andreas Klöden. Mest imponerande var Lance Armstrong som gjorde det som ingen trodde var möjligt när han körde ikapp värsta rivalen Jan Ullrich. Ullrich gjorde trots allt ett bra tempolopp och slutade tolva. Ivan Basso gjorde också ett relativt bra tempolopp och slutade på tjugonde plats.

### Etapp 2: Challans - Les Essarts, 181 km
| Plats | Person              | Land       | Lag                          | Tid     |
| 1     | Tom Boonen          | Belgien    | Quick Step                   | 3.51.31 |
| 2     | Thor Hushovd        | Norge      | Crédit Agricole              | s.t.    |
| 3     | Robbie McEwen       | Australien | Davitamon-Lotto              | s.t.    |
| 4     | Stuart O'Grady      | Australien | Cofidis                      | s.t.    |
| 5     | Luciano Pagliarini  | Brasilien  | Liquigas-Bianchi             | s.t.    |
| 6     | Juan Antonio Flecha | Spanien    | Fassa Bortolo                | s.t.    |
| 7     | Peter Wrolich       | Österrike  | Gerolsteiner                 | s.t.    |
| 8     | Jérôme Pineau       | Frankrike  | Bouygues Télécom             | s.t.    |
| 9     | Baden Cooke         | Australien | Française des Jeux           | s.t.    |
| 10    | Allan Davis         | Australien | Liberty Seguros - Würth Team | s.t.    |

En helt vanlig första spurtetapp. Efter massor av försök att bilda utbrytningar kom en kvartett iväg. Den innehöll till publikens stora glädje hemmasonen Thomas Voeckler, tillsammans med David Canada, Laszlo Bodrogi och Sylvain Calzati. Bodrogi tog hand om spurtpriset och gick därmed upp till tredje plats totalt. Den riktiga kampen kom i Tourens första bergspris, en kategori fyra-stigning. David Canada var den första att attackera, vilket gjorde att Bodrogi släppte gruppen. Thomas Voeckler ansträngde sig med sina sista krafter och lyckades hämta in Canada och själv vinna bergspriset. Gruppen blev inhämtad och allt slutade med en stor klungspurt. Marcus Ljungkvist och Magnus Bäckstedt drog upp spurten åt brasilianaren Luciano Pagliarini som kom femma. Tom Boonen vann etappen, men han var inte snabbast i spurten. Det var norrmannen Thor Hushovd som kom som skjuten ur en kanon de sista 100 meterna.

### Etapp 3: La Châtaignaire -Tours, 212,5 km
| Plats | Person           | Land       | Lag                          | Tid     |
| 1     | Tom Boonen       | Belgien    | Quick Step                   | 4.36.09 |
| 2     | Peter Wrolich    | Österrike  | Gerolsteiner                 | s.t.    |
| 3     | Stuart O'Grady   | Australien | Cofidis                      | s.t.    |
| 4     | Bernhard Eisel   | Österrike  | Française des jeux           | s.t.    |
| 5     | Allan Davis      | Australien | Liberty Seguros - Würth Team | s.t.    |
| 6     | Robert Förster   | Tyskland   | Gerolsteiner                 | s.t.    |
| 7     | Magnus Bäckstedt | Sverige    | Liquigas-Bianchi             | s.t.    |
| 8     | Anthony Geslin   | Frankrike  | Davitamon-Lotto              | s.t.    |
| 9     | Thor Hushovd     | Norge      | Crédit Agricole              | s.t.    |
| 10    | Angelo Furlan    | Italien    | Domina Vacanze               | s.t.    |

På den tredje etappen fick vi se en spännande avslutning. Holländaren Erik Dekker var i utbrytning tillsammans med Nicolas Portal. Tidigare hade också Rubens Bertogliati varit med i gruppen men släppt. Dekker och Portal kämpade på otroligt bra och blev inhämtade bara 3 km innan mål. Då attackerade Fabian Cancellara men kom inte långt. Istället slutade allt med en stor klungspurt. Thor Hushovd hade ett gyllene läge att vinna etappen. Jaan Kirsipuu drog upp spurten till Hushovd, men hans ben svarade inte lika bra som igår. Tom Boonen vann också den tredje etappen, men det som var mest uppmärksammat i spurten var australiensarna Robbie McEwen och Stuart O'Grady, som hade en rejäl fight på slutet, vilket resulterade i att McEwen rullade i mål i O'Gradys knä och sedan blev diskvalificerad. Magnus Bäckstedt svarade för en otroligt bra spurt och slutade sjua, men han skulle blivit bättre om han inte blivit stängd av australiensaren Allan Davis.

### Etapp 4 lagtempo: Tours - Blois, 67,5 km
| Plats | Lag                            | Land      | Tid     | Till |
| 1     | Discovery Channel              | USA       | 1.10.39 |      |
| 2     | Team CSC                       | Danmark   | 0.02    | 0.02 |
| 3     | T-Mobile Team                  | Tyskland  | 0.36    | 0.30 |
| 4     | Liberty Seguros - Würth Team   | Spanien   | 0.53    | 0.40 |
| 5     | Phonak Hearing Systems         | Schweiz   | 1.31    | 0.50 |
| 6     | Crédit Agricole                | Frankrike | 1.41    | 1.00 |
| 7     | Caisse d'Epargne-Illes Balears | Spanien   | 2.05    | 1.10 |
| 8     | Gerolsteiner                   | Tyskland  | 2.05    | 1.20 |
| 9     | Fassa Bortolo                  | Italien   | 2.19    | 1.30 |
| 10    | Liquigas-Bianchi               | Italien   | 2.26    | 1.40 |

Det här lagtempot var nog det mest spännande någonsin. Det var också det allra snabbaste lagtempot någonsin. Vinnaren Discovery Channel Pro Cycling Team tid var i snitt hela 57 km/h i. Favoriterna till segern var Gerolsteiner. De körde dock bort sig redan i början av etappen. CSC såg länge ut som segrare. De var snabbast fram till alla mellantider, men med bara någon kilometer kvar vurpade David Zabriskie och tappade den gula ledartröjan. CSC började tveka om de skulle köra på eller om man skulle vänta in Zabriskie. Det var detta som avgjorde etappen till Discovery Channels fördel. Lance Armstrong fick ta på sig den gula ledartröjan som han nog inte vill behålla. Notera att det står till 30 sekunder och så vidare. Det är de nya reglerna som infördes förra året. Om tvåan är över 20 sekunder efter ettan tappar tvåan ändå bara 20 sekunder. Detta för att det inte ska bli alltför ojämnt.

### Etapp 5: Chambord - Montargis, 183 km
| Plats | Person         | Land       | Lag                          | Tid     |
| 1     | Robbie McEwen  | Australien | Davitamon-Lotto              | 3.46.00 |
| 2     | Tom Boonen     | Belgien    | Quick Step                   | s.t.    |
| 3     | Thor Hushovd   | Norge      | Crédit Agricole              | s.t.    |
| 4     | Stuart O'Grady | Australien | Cofidis                      | s.t.    |
| 5     | Angelo Furlan  | Italien    | Domina Vacanze               | s.t.    |
| 6     | Allan Davis    | Australien | Liberty Seguros - Würth Team | s.t.    |
| 7     | Bernhard Eisel | Österrike  | Française des Jeux           | s.t.    |
| 8     | Baden Cooke    | Australien | Française des Jeux           | s.t.    |
| 9     | Jens Voigt     | Tyskland   | Team CSC                     | s.t.    |
| 10    | Robert Förster | Tyskland   | Gerolsteiner                 | s.t.    |

Det var nog många som tyckte synd om David Zabriskie efter gårdagens vurpa. En av dem hette Lance Armstrong. Han hade inte på sig den gula ledartröjan när alla startade, men efter en kilometer stoppades klungan och Armstrong fick ta på sig ledartröjan. En lång utbrytning idag också, den här gången med Juan Antonio Flecha, Laszlo Bodrogi, Salvatore Commesso och finnen Kjell Carlström. Den blev som de flesta utbrytningar inhämtade några kilometer före mål. I spurten använde sig Robbie McEwen av en annorlunda strategi: jämfört med de andra spurterna, tog han nu rulle på Tom Boonen och lyckades också passera honom på slutet. Alla ledartröjor stannade hos sina respektive ägare.

### Etapp 6: Troyes -Nancy, 199 km
| Plats | Person              | Land      | Lag               | Tid     |
| 1     | Lorenzo Bernucci    | Italien   | Fassa Bortolo     | 4.12.52 |
| 2     | Aleksandr Vinokurov | Kazakstan | T-Mobile Team     | s.t.    |
| 3     | Robert Förster      | Tyskland  | Gerolsteiner      | 0.07    |
| 4     | Angelo Furlan       | Italien   | Cofidis           | s.t.    |
| 5     | Thor Hushovd        | Norge     | Crédit Agricole   | s.t.    |
| 6     | Kim Kirchen         | Luxemburg | Fassa Bortolo     | s.t.    |
| 7     | Gianluca Bortolami  | Italien   | Lampre-Caffita    | s.t.    |
| 8     | Egoi Martinez       | Spanien   | Euskaltel-Euskadi | s.t.    |
| 9     | Gerrit Glomser      | Österrike | Lampre-Caffita    | s.t.    |
| 10    | Kurt-Asle Arvesen   | Norge     | Team CSC          | s.t.    |

För första gången skulle utbrytarna hålla hela vägen till mål. Idag var det Jaan Kirsipuu, Stephane Augé, Karsten Kroon, Christophe Mengin och Mauro Gerosa i utbrytning. Avslutningen på etappen var relativt tuff med ett bergspris bara några kilometer från mål. Det utnyttjade Christophe Mengin och attackerade, han fick ett bra försprång till resten av gruppen. Med bara 1 kilometer kvar hade Mengin fortfarande tio sekunder. Klungan cyklade för långsamt vilket Aleksandr Vinokurov anmärkte och attackerade, han fick ett bra försprång. Lorenzo Bernucci smet med Vinokurov som var på väg att hämta in Mengin. Bara 800 meter ifrån mål var det en svår sväng. Mengin gick på för hårt och vurpade, Vinokurov som kom efter fick bromsa medan Bernucci kunde fortsätta utan problem. Klungan klarade inte heller svängen utan de flesta vurpade. Bernucci hade nu försprång på Vinokurov och kunde hålla undan. Det var hans första seger som professionell. Ny ledare i bergspristävlingen: Karsten Kroon.

### Etapp 7: Lunéville -Karlsruhe, 228,5 km
| Plats | Person              | Land       | Lag                | Tid     |
| 1     | Robbie McEwen       | Australien | Davitamon-Lotto    | 5.03.45 |
| 2     | Magnus Bäckstedt    | Sverige    | Liquigas-Bianchi   | s.t.    |
| 3     | Bernhard Eisel      | Österrike  | Française des Jeux | s.t.    |
| 4     | Gerrit Glomser      | Österrike  | Lampre-Caffita     | s.t.    |
| 5     | Baden Cooke         | Australien | Française des Jeux | s.t.    |
| 6     | Fabian Cancellara   | Schweiz    | Fassa Bortolo      | s.t.    |
| 7     | Tom Boonen          | Belgien    | Quick Step         | s.t.    |
| 8     | Gianluca Bortolami  | Italien    | Lampre-Caffita     | s.t.    |
| 9     | Thor Hushovd        | Norge      | Crédit Agricole    | s.t.    |
| 10    | Juan Antonio Flecha | Spanien    | Fassa Bortolo      | s.t.    |

Svensk cykelhistoria skrevs på den här etappen. Avslutningen i Karlsruhe utan några svängar passade Magnus Bäckstedt bra. Bara 4 km rakt fram. Robbie McEwen drog igång spurten, det märkte Bäckstedt och tog rulle på australiensaren. Han försökte passera tidigt, men en vurpa hindrade honom. När han drog igång sin spurt var det ändå riktigt nära en etappseger. Bara ett halvt hjul skilde från segern. Tidigare på dagen hade Fabian Wegmann varit i utbrytning och tagit alla bergspris för dagen. Det innebär att han går upp i ledning i bergspristävlingen. Wegmann har tidigare vunnit bergspristävlingen i Giro d'Italia.

### Etapp 8: Pforzheim - Gérardmer, 231,5 km
| Plats | Person              | Land          | Lag                            | Tid     |
| 1     | Pieter Weening      | Nederländerna | Rabobank                       | 5.03.54 |
| 2     | Andreas Klöden      | Tyskland      | T-Mobile Team                  | s.t.    |
| 3     | Alejandro Valverde  | Spanien       | Caisse d'Epargne-Illes Balears | 0.27    |
| 4     | Kim Kirchen         | Luxemburg     | Fassa Bortolo                  | s.t.    |
| 5     | Jens Voigt          | Tyskland      | Team CSC                       | s.t.    |
| dsk   | Jan Ullrich         | Tyskland      | T-Mobile Team                  | s.t.    |
| 7     | Cadel Evans         | Australien    | Davitamon-Lotto                | s.t.    |
| 8     | Christophe Moreau   | Frankrike     | Crédit Agricole                | s.t.    |
| 9     | Chris Horner        | USA           | Saunier Duval-Prodir           | s.t.    |
| 10    | Aleksandr Vinokurov | Kazakstan     | T-Mobile Team                  | s.t.    |

Den första riktigt tuffa bergsetappen blev väldigt spännande. Med ett andra kategoriberg bara ett par kilometer ifrån mål. Pieter Weening körde ifrån gruppen han befann sig i. En vilt jagande klunga med massor av attacker ifrån T-Mobile och till slut lyckades Andreas Klöden komma iväg. Precis på toppen lyckades Klöden komma i kapp Weening, Det såg länge ut som att de två skulle bli inhämtade. Men klungan stannade av och de två fick 30 sekunder och kunde hålla undan. Spurten var väldigt jämn och det såg ut som dött lopp mellan de två. Men efter granskning av målfotot kunde man utse Weening till segrare. Anmärkningsvärt var att ingen av Armstrongs hjälpryttare fanns med i den grupp som rullade i mål 27 sekunder efteråt.

### Etapp 9: Gérardmer - Mulhouse, 171 km
| Plats | Person            | Land       | Lag                | Tid     |
| 1     | Michael Rasmussen | Danmark    | Rabobank           | 4.08.20 |
| 2     | Christophe Moreau | Frankrike  | Crédit Agricole    | 3.04    |
| 3     | Jens Voigt        | Tyskland   | Team CSC           | s.t.    |
| 4     | Stuart O'Grady    | Australien | Cofidis            | 6.04    |
| 5     | Philippe Gilbert  | Belgien    | Française des Jeux | s.t.    |
| 6     | Anthony Geslin    | Frankrike  | Bouygues Télécom   | s.t.    |
| 7     | Sebastian Lang    | Tyskland   | Gerolsteiner       | s.t.    |
| 8     | Laurent Brochard  | Frankrike  | Bouygues Télécom   | s.t.    |
| 9     | Jérôme Pineau     | Frankrike  | Bouygues Télécom   | s.t.    |
| 10    | Gerrit Glomser    | Österrike  | Lampre-Caffita     | s.t.    |

En till bergsetapp och dags för ett första kategoriberg, det första i årets tour. Michael Rasmussen var på jakt efter bergspristävlingen även på den här etappen. Rasmussen attackerade redan efter fyra kilometer och fick med sig Dario Cioni. Efter dem jagade ytterligare en grupp med Jens Voigt, Christophe Moreau, Angel Vicioso, Alexander Moos, Xabier Xandio och Inigo Landaluze. Discovery Channel jobbade inte särskilt hårt i klungan vilket resulterade i att utbrytarna skulle hålla undan. I första kategoristigningen släppte Cioni. Och i den andra gruppen drog Moreau och Voigt ifrån. De hade nog räknat med att komma ikapp Rasmussen, men dansken körde starkt och de tog inte in så mycket. Ensam i Mulhouse rullade han i mål 3 minuter före Voigt och Moreau och ytterligare 3 minuter före klungan. Han tog också ett rejält grepp om bergspristävlingen, där han har mer än dubbelt så många poäng som tvåan.

### Etapp 10: Grenoble - Courchevel, 192,5 km
| Plats | Person             | Land       | Lag                            | Tid     |
| 1     | Alejandro Valverde | Spanien    | Caisse d'Epargne-Illes Balears | 4.10.45 |
| dsk   | Lance Armstrong    | USA        | Discovery Channel              | s.t.    |
| 3     | Michael Rasmussen  | Danmark    | Rabobank                       | 0.09    |
| 4     | Francisco Mancebo  | Spanien    | Caisse d'Epargne-Illes Balears | 0.09    |
| 5     | Ivan Basso         | Italien    | Team CSC                       | 1.02    |
| dsk   | Levi Leipheimer    | USA        | Gerolsteiner                   | 1.15    |
| 7     | Eddy Mazzoleni     | Italien    | Lampre-Caffita                 | 2.14    |
| 8     | Cadel Evans        | Australien | Davitamon-Lotto                | s.t.    |
| 9     | Andreas Klöden     | Tyskland   | T-Mobile Team                  | s.t.    |
| 10    | Andrej Kasjetjkin  | Kazakstan  | Crédit Agricole                | s.t.    |

Med målgång i Courchevel var det upplagt för bergsgetterna. Armstrongs hjälpryttare såg betydligt starkare ut idag. Jörg Jaksche och Oscar Pereiro var i utbrytning uppför stigningen men de kom inte så långt, åtminstone inte Pereiro. Jaksche klarade sig lite längre. Det var en grupp med cirka tjugo personer som hängde med Discovery Channel då det var dags för Jaroslav Popovytj att köra, man kunde se hur Armstrong cyklade upp till Popovytj och sa åt honom att höja tempot, och det gjorde han, rejält också. Vinokurov släppte, Ullrich släppte, Klöden släppte, det var inte T-Mobiles dag. De enda som hängde med var Armstrong, Basso, Francisco Mancebo, Alejandro Valverde, Cadel Evans och Michael Rasmussen, dansken går från klarhet till klarhet i Touren. Senare släppte både Evans och Basso. Den sista kilometern attackerade Rasmussen men bara för att sno åt sig bergspriset. Istället kontrade Armstrong, men han fick med sig Valverde som också lyckades cykla förbi men orkade knappt sträcka upp händerna i luften.

### Etapp 11: Courchevel - Briançon, 173 km
| Plats | Person              | Land       | Lag                    | Tid     |
| 1     | Aleksandr Vinokurov | Kazakstan  | T-Mobile Team          | 4.47.38 |
| 2     | Santiago Botero     | Colombia   | Phonak Hearing Systems | 0.01    |
| 3     | Christophe Moreau   | Frankrike  | Crédit Agricole        | 1.15    |
| 4     | Bobby Julich        | USA        | Team CSC               | s.t.    |
| 5     | Eddy Mazzoleni      | Italien    | Lampre-Caffita         | s.t.    |
| dsk   | Lance Armstrong     | USA        | Discovery Channel      | s.t.    |
| 7     | Cadel Evans         | Australien | Davitamon-Lotto        | s.t.    |
| dsk   | Levi Leipheimer     | USA        | Gerolsteiner           | s.t.    |
| 9     | Michael Rasmussen   | Danmark    | Rabobank               | s.t.    |
| 10    | Georg Totschnig     | Österrike  | Gerolsteiner           | s.t.    |

Tyvärr var det en stor dopingskandal i Touren, först igår med Jevgeni Petrov som hade för högt hermatokritvärde, och idag stoppades Dario Frigos fru och polisen genomsökte bilen och fann ampuller med epo. Den här bergsetappen var kryddad med en riktigt fin utbrytning. I utbrytningen fanns Francisco Mancebo, Roberto Heras, Pietro Caucchioli, Oscar Pereiro, Santiago Botero, Aleksandr Vinokurov, Chris Horner och Egoi Martinez. Både Horner och Mancebo släppte frivilligt medan Heras och Caucchioli släppte med för lite kraft. Istället kom Vinokurov och de både Phonak cyklisterna iväg. I Col du Galibier, tourens högsta punkt i år, släppte Pereiro. Vinokurov körde också ifrån Botero men i utförskörningen kom han ikapp igen. I spurten var det nästan utklassning av Vinokurov. Christophe Moreau lyckades ta tre bonussekunder i spurten bakom.

### Etapp 12: Briançon - Digne-les-Bains, 187 km
| Plats | Person             | Land       | Lag                            | Tid     |
| 1     | David Moncoutié    | Frankrike  | Cofidis                        | 4.20.06 |
| 2     | Sandy Casar        | Frankrike  | Française des Jeux             | 0.57    |
| 3     | Angel Vicioso      | Spanien    | Liberty Seguros - Würth Team   | s.t.    |
| 4     | Patrice Halgand    | Frankrike  | Crédit Agricole                | s.t.    |
| 5     | José Luis Arrieta  | Spanien    | Caisse d'Epargne-Illes Balears | s.t.    |
| 6     | Franco Pellizotti  | Italien    | Liquigas-Bianchi               | s.t.    |
| 7     | Axel Merckx        | Belgien    | Davitamon-Lotto                | s.t.    |
| 8     | Juan Manuel Garate | Spanien    | Saunier Duval-Prodir           | s.t.    |
| 9     | Thor Hushovd       | Norge      | Crédit Agricole                | 3.15    |
| 10    | Stuart O'Grady     | Australien | Cofidis                        | s.t.    |

David Moncoutié vann etappen på den franska nationaldagen efter att ha attackerat uppför Col du Corobin med cirka 25 kilometer kvar av etappen. I den grupp han var med i fanns bland annat spurtarna Thor Hushovd och Stuart O'Grady som kämpar om den gröna poängtröjan. Lance Armstrongs hjälpryttare Manuel Beltran blev tvungen att bryta efter att ha vurpat.

### Etapp 13: Miramas - Montpellier, 173,5 km
| Plats | Person             | Land       | Lag                  | Tid      |
| 1     | Robbie McEwen      | Australien | Davitamon-Lotto      | 03.43.14 |
| 2     | Stuart O'Grady     | Australien | Cofidis              | s.t.     |
| 3     | Fred Rodriguez     | USA        | Davitamon-Lotto      | s.t.     |
| 4     | Guido Trenti       | USA        | Quick Step           | s.t.     |
| 5     | Thor Hushovd       | Norge      | Crédit Agricole      | s.t.     |
| 6     | Anthony Geslin     | Frankrike  | Bouygues Télécom     | s.t.     |
| 7     | Robert Förster     | Tyskland   | Gerolsteiner         | s.t.     |
| 8     | Magnus Bäckstedt   | Sverige    | Liquigas-Bianchi     | s.t.     |
| 9     | Gianluca Bortolami | Italien    | Lampre-Caffita       | s.t.     |
| 10    | Chris Horner       | USA        | Saunier Duval-Prodir | s.t.     |

Chris Horner och Sylvain Chavanel var i utbrytning på den här etappen men blev inhämtade med bara 400 meter kvar av etappen. Horner lyckades trots detta bli tia på etappen. Robbie McEwen vann istället före landsmannen Stuart O'Grady och lagkamraten Fred Rodriguez. Magnus Bäckstedt svarade återigen för en fin spurt och slutade åtta.

### Etapp 14: Agde - Ax-3 Domaines, 220,5 km
| Plats | Person            | Land      | Lag                            | Tid      |
| 1     | Georg Totschnig   | Österrike | Gerolsteiner                   | 05.43.43 |
| dsk   | Lance Armstrong   | USA       | Discovery Channel              | 0.57     |
| 3     | Ivan Basso        | Italien   | Team CSC                       | 0.59     |
| dsk   | Jan Ullrich       | Tyskland  | T-Mobile Team                  | 1.16     |
| dsk   | Levi Leipheimer   | USA       | Gerolsteiner                   | 1.31     |
| 6     | Floyd Landis      | USA       | Phonak Hearing Systems         | 1.31     |
| 7     | Francisco Mancebo | Spanien   | Caisse d'Epargne-Illes Balears | 1.37     |
| 8     | Michael Rasmussen | Danmark   | Rabobank                       | 1.37     |
| 9     | Andreas Klöden    | Tyskland  | T-Mobile Team                  | 2.06     |
| 10    | Haimar Zubeldia   | Spanien   | Euskaltel-Euskadi              | 2.20     |

Den här etappen var nog den tuffaste i årets Tour de France. På den här etappen var 15 man i utbrytning. Den ende som lyckades hålla sig före klungan i mål var Georg Totschnig som vann etappen. Bakom Totschnig fanns Armstrong, Basso och Ullrich. Ullrich fick dock släppa med ett par kilometer kvar av etappen.

### Etapp 15: Lézat-Sur-Léze - Saint-Lary Soulan, 205,5 km
| Plats | Person            | Land          | Lag                                | Tid      |
| dsk   | George Hincapie   | USA           | Discovery Channel                  | 06.06.30 |
| 2     | Oscar Pereiro Sio | Spanien       | Phonak Hearing Systems             | 0.06     |
| 3     | Pietro Caucchioli | Italien       | Crédit Agricole                    | 0.38     |
| 4     | Michael Boogerd   | Nederländerna | Rabobank                           | 0.57     |
| 5     | Laurent Brochard  | Frankrike     | Bouygues Télécom                   | 2.19     |
| 6     | Ivan Basso        | Italien       | Team CSC                           | 5.04     |
| dsk   | Lance Armstrong   | USA           | Discovery Channel Pro Cycling Team | 5.04     |
| 8     | Óscar Sevilla     | Spanien       | T-Mobile Team                      | 6.28     |
| dsk   | Jan Ullrich       | Tyskland      | T-Mobile Team                      | 6.28     |
| 10    | Michael Rasmussen | Danmark       | Rabobank                           | 6.32     |

George Hincapie vann dagens etapp före spanjoren Oscar Pereiro Sio. Hincapie blev den förste av Lance Armstrongs hjälpryttare som lyckats vinna en etapp i Tour de France under de år som han har vunnit (lagtempoetapper räknas inte).

### Etapp 16: Mourenx - Pau, 180,5 km
| Plats | Person              | Land       | Lag                            | Tid      |
| 1     | Oscar Pereiro Sio   | Spanien    | Phonak Hearing Systems         | 04.38.40 |
| 2     | Xabier Zandio       | Spanien    | Caisse d'Epargne-Illes Balears | s.t.     |
| 3     | Eddy Mazzoleni      | Italien    | Lampre-Caffita                 | s.t.     |
| 4     | Cadel Evans         | Australien | Davitamon-Lotto                | s.t.     |
| 5     | Philippe Gilbert    | Belgien    | Française des Jeux             | 2.25     |
| 6     | Anthony Geslin      | Frankrike  | Bouygues Télécom               | s.t.     |
| 7     | Jörg Ludewig        | Tyskland   | Domina Vacanze                 | s.t.     |
| 8     | Juan Antonio Flecha | Spanien    | Fassa Bortolo                  | s.t.     |
| 9     | Ludovic Turpin      | Frankrike  | Ag2r Prévoyance                | s.t.     |
| 10    | Cedric Vasseur      | Frankrike  | Cofidis                        | s.t.     |

### Etapp 17: Pau - Revel, 239,5 km
| Plats | Person            | Land          | Lag                        | Tid      |
| 1     | Paolo Savoldelli  | Italien       | Discovery Channel          | 05.41.19 |
| 2     | Kurt-Asle Arvesen | Norge         | Team CSC                   | s.t.     |
| 3     | Simon Gerrans     | Australien    | Ag2r Prévoyance            | 0.08     |
| 4     | Sebastien Hinault | Frankrike     | Crédit Agricole            | 0.13     |
| 5     | Andrij Hrivko     | Ukraina       | Domina Vacanze             | 0.24     |
| 6     | Óscar Sevilla     | Spanien       | T-Mobile Team              | 0.51     |
| 7     | Bram Tankink      | Nederländerna | Quick Step                 | 0.51     |
| 8     | Daniele Righi     | Italien       | Lampre-Caffita             | 0.53     |
| 9     | Samuel Dumoulin   | Frankrike     | Ag2r Prévoyance            | 3.14     |
| 10    | Allan Davis       | Australien    | Liberty Seguros-Würth Team | 3.14     |

### Etapp 18:Albi-Mende, 189 km
| Plats | Person            | Land       | Lag                            | Tid      |
| 1     | Marcos Serrano    | Spanien    | Liberty Seguros-Würth Team     | 04.37.36 |
| 2     | Cedric Vasseur    | Frankrike  | Cofidis                        | 0.27     |
| 3     | Axel Merckx       | Belgien    | Davitamon-Lotto                | 0.27     |
| 4     | Xabier Zandio     | Spanien    | Caisse d'Epargne-Illes Balears | 1.08     |
| 5     | Franco Pellizotti | Italien    | Liquigas-Bianchi               | 1.08     |
| 6     | Thomas Voeckler   | Frankrike  | Bouygues Télécom               | 1.28     |
| 7     | Luke Roberts      | Australien | Team CSC                       | 1.28     |
| 8     | Matthias Kessler  | Tyskland   | T-Mobile Team                  | 1.44     |
| 9     | Egoi Martinez     | Spanien    | Euskaltel-Euskadi              | 2.03     |
| 10    | Carlos Da Cruz    | Frankrike  | Française des Jeux             | 3.14     |

### Etapp 19: Issoire - Le-Puy-en-Valay, 153,5 km
| Plats | Person             | Land          | Lag                    | Tid      |
| 1     | Giuseppe Guerini   | Italien       | T-Mobile Team          | 03.33.04 |
| 2     | Sandy Casar        | Frankrike     | Française des jeux     | 0.10     |
| 3     | Franco Pellizotti  | Italien       | Liquigas-Bianchi       | 0.10     |
| 4     | Oscar Pereiro Sio  | Spanien       | Phonak Hearing Systems | 0.12     |
| 5     | Salvatore Commesso | Italien       | Lampre-Caffita         | 2.43     |
| 6     | Kurt-Asle Arvesen  | Norge         | Team CSC               | s.t.     |
| 7     | Nicolas Portal     | Frankrike     | Ag2r Prévoyance        | s.t.     |
| 8     | Bert Grabsch       | Tyskland      | Phonak Hearing Systems | s.t.     |
| 9     | Sylvain Chavanel   | Frankrike     | Cofidis                | s.t.     |
| 10    | Pieter Weening     | Nederländerna | Rabobank               | 3.50     |

### Etapp 20:Saint-Étienne-Saint-Étienne, 55 km
| Plats | Person              | Land       | Lag                                | Tid      |
| dsk   | Lance Armstrong     | USA        | Discovery Channel                  | 01.11.46 |
| dsk   | Jan Ullrich         | Tyskland   | T-Mobile Team                      | 00.00.23 |
| 3     | Aleksandr Vinokurov | Kazakstan  | T-Mobile Team                      | 00.01.16 |
| 4     | Bobby Julich        | USA        | Team CSC                           | 00.01.33 |
| 5     | Ivan Basso          | Italien    | Team CSC                           | 00.01.54 |
| 6     | Floyd Landis        | USA        | Phonak Hearing Systems             | 00.02.02 |
| 7     | Cadel Evans         | Australien | Davitamon-Lotto                    | 00.02.06 |
| dsk   | George Hincapie     | USA        | Discovery Channel Pro Cycling Team | 00.02.25 |
| 9     | Francisco Mancebo   | Spanien    | Caisse d'Epargne-Illes Balears     | 00.02.51 |
| 10    | Vladimir Karpets    | Ryssland   | Caisse d'Epargne-Illes Balears     | 00.03.05 |

Anmärkningsvärt med detta tempolopp är att Michael Rasmussen gjorde två vurpor, fick en bakhjulspunktering och gjorde fyra cykelbyten. Därmed tappade han sin tredjeplats totalt. Annars lyckades Lance Armstorng med sitt andra mål med Tour de France, att vinna en etapp i sitt sista enskilda tempolopp. Thomas Lövkvist gjorde ett bra tempolopp och slutade 23:a.

### Etapp 21: Corbeil-Essonnes -Paris, 144 km
| Plats | Person              | Land       | Lag                        | Tid      |
| 1     | Aleksandr Vinokurov | Kazakstan  | T-Mobile Team              | 03.40.57 |
| 2     | Bradley McGee       | Australien | Française des jeux         | s.t.     |
| 3     | Fabian Cancellara   | Schweiz    | Fassa Bortolo              | s.t.     |
| 4     | Robbie McEwen       | Australien | Davitamon-Lotto            | s.t.     |
| 5     | Stuart O'Grady      | Australien | Cofidis                    | s.t.     |
| 6     | Allan Davis         | Australien | Liberty Seguros-Würth Team | s.t.     |
| 7     | Thor Hushovd        | Norge      | Crédit Agricole            | s.t.     |
| 8     | Baden Cooke         | Australien | Français Des Jeux          | s.t.     |
| 9     | Bernhard Eisel      | Österrike  | Français Des Jeux          | s.t.     |
| 10    | Robert Förster      | Tyskland   | Gerolsteiner               | s.t.     |

Det är inte ofta, men ibland händer det att någon/några håller undan från klungan på den sista etappen. Bradley McGee attackerade från klungan och fick med sig Aleksandr Vinokurov. McGee ville vinna etappen men var samtidigt rädd för att bli inhämtad och körde på. Samtidigt bröt sig Fabian Cancellara loss från klungan, men för sent, spurten var redan igång och Vinokurov kunde enkelt besegra McGee. Det innebär att han passerar Levi Leipheimer i sammandraget.